# Neonelsonia acuminata
Neonelsonia acuminata là một loài thực vật có hoa trong họ Hoa tán. Loài này được (Benth.) J.M.Coult. & Rose mô tả khoa học đầu tiên năm 1898.